# Henry Herbert (10e comte de Pembroke)
Pour les articles homonymes, voir Henry Herbert et Herbert.
Henry Herbert, 10e comte de Pembroke, 7e comte de Montgomery (3 juillet 1734 - 26 janvier 1794) est un pair et un homme politique anglais.

## Biographie
Il est le fils de Henry Herbert (9e comte de Pembroke) et de Mary FitzWilliam, fille de Richard Fitzwilliam (5e vicomte Fitzwilliam) et Frances Shelley . Par ce mariage, les Herberts ont hérité à l’époque des propriétés considérables des Fitzwilliam à Dublin.
Il fait ses études au Collège d'Eton et est titré Lord Herbert jusqu'à ce qu'il succède à son père en 1750. Il devient ensuite lieutenant-général de l'armée, colonel du 1er régiment de dragons, devenant une autorité en matière de chevaux de cavalerie (en 1755, il construit une école d'équitation intérieure à Wilton House et commande 55 tableaux de manœuvres militaires à accrocher dans la grande salle fumeurs, Wilton).
Le 23 mars 1756, il épouse Lady Elizabeth Spencer, âgée de 19 ans (janvier / mars 1737-30 avril 1831), fille de Charles Spencer (3e duc de Marlborough) et d'Elizabeth Trevor.
Il achète le 40 Queen Anne St, Marylebone (près d'Oxford Street), à Londres, en l'utilisant "comme maison de ville à Londres uniquement pendant la saison". En 1760, il est envoyé avec son régiment en Allemagne pour prendre part à la Guerre de Sept Ans en tant que major général commandant la brigade de cavalerie en Allemagne jusqu'à l'année suivante. En 1761, il rédige le manuel de l'armée britannique sur l'équitation militaire: Une méthode pour dresser les chevaux et apprendre aux soldats à monter - cet ouvrage avait déjà atteint une 4e édition en 1793 et ses méthodes furent adoptées dans toute la cavalerie britannique.

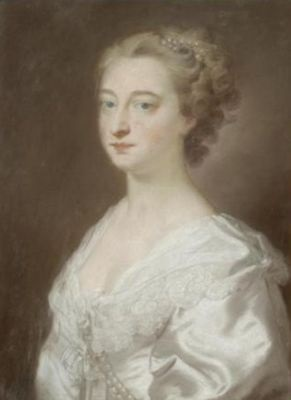
Peut-être Kitty Hunter, la peinture est inscrite au dos : Pour Lord Pembroke à Whitehall, ou Mary FitzWilliam, épouse du 9e comte de Pembroke.

Il revient en Angleterre en janvier 1762, rencontrant immédiatement Kitty Hunter, laissant un mot à sa femme, se déguisant en marin et se rendant aux Pays-Bas avec Kitty. Henry est cependant bientôt rappelé à l'armée en Allemagne, Kitty enceinte, rentrant en Angleterre et le 23 novembre 1762 donnant naissance à leur enfant Augustus Retnuh Reebkomp (futur Montgomery - baptisé le 25, baptisé Hunter à l'envers, avec son nom de famille en anagramme de Pembroke). Henry est rentré en Angleterre en février de l'année suivante et s'est réconcilié avec sa femme en mars.
Henry a une autre liaison sur le continent, à Venise en 1768, avec la dame le soir même de son mariage avec un autre. Elle a donné naissance à leur enfant illégitime Caroline Medkaff cette année ou la suivante.
Henri est nommé Lord de la chambre à George III en 1769 et est élevé au rang de général en 1782. Il est mort à Wilton à l'âge de 59 ans.

## Descendance
- George Herbert (11e comte de Pembroke), 8e comte de Montgomery (10 septembre 1759 - 26 octobre 1827), marié en 1787, à Elizabeth Beauclerk puis en 1808, avec la comtesse Catherine Semyonovna Vorontsov.
- Augustus Retnuh Reebkomp (plus tard a changé son nom de famille en Montgomery) (23 novembre 1762 - 6 février 1797), fils illégitime de Kitty Hunter.
- Charlotte Herbert (14 juillet 1773 - 21 avril 1784)
- Caroline Medkaff c. 1768/1769, illégitime